# Nowy Modlin
Nowy Modlin (dawniej Modlin Nowy) – wieś sołecka w Polsce położona w województwie mazowieckim, w powiecie nowodworskim, w gminie Pomiechówek.
W latach 1954–1968 wieś należała i była siedzibą władz gromady Nowy Modlin, po jej zniesieniu w gromadzie Kosewo. W latach 1975–1998 miejscowość administracyjnie należała do województwa warszawskiego.

## Historia
Założona przypuszczalnie pod koniec XVIII w. przez kolonistów – luteran, przybyłych z terenu niemieckiej Szwabii. Początkowo nazywała się Modlin Kolonia i Lovisenfeld (Luisenfelde). W 1827 r. w kolonii modlińskiej było 15 domów i 53 mieszkańców. Mieszkali tu wolni chłopi – rolnicy i wyrobnicy oraz rzemieślnicy pracujący w Nowym Dworze i przy rozbudowie twierdzy. W r. 1848 w kolonii modlińskiej mieszkały 53 rodziny ewangelickie i 1 katolicka, a populacja wynosiła 251 mieszkańców. W latach 80. XIX w. Modlin miał 33 domy, liczył 446 mieszkańców, posiadał 697 mórg gruntu dobrego i 44 morgi nieużytków. Mieszkańcy stanowili zwartą i dość zamkniętą społeczność, stąd jej integracja z polskim katolickim otoczeniem przebiegała opornie. Modlinianie, w większości rolnicy, byli samowystarczalni: mieli szkołę, dom modlitwy, własny cmentarz, karczmę; we wsi była cegielnia i młyn. W Modlinie działał stelmach, stolarz, kowal, kołodzieje. Dzieci z Modlina znały więc trzy, a często i cztery języki, bo w czasie odwiedzin Nowego Dworu, korzystając z usług licznych sklepików i zakładów żydowskich, posługiwano się także jidysz.
Wraz ze zbliżaniem się wojsk niemieckich do ziem polskich (1915 r.) celowo dotychczas faworyzowani koloniści stali się dla Rosjan niewygodni, bo mogli potencjalnie stanowić wsparcie dla wrogiej armii. Większość z nich została wysiedlona w głąb Rosji. 
Międzywojenny Nowy Modlin zamieszkiwali głównie ewangelicy, ale było tam też 3–4 rolników katolików, również jedna rodzina żydowska. Ewangelicy byli dobrymi gospodarzami, wszystkie pola obsadzano, obsiewano, plony zbierane w terminie sprzedawano lub przechowywano do wykorzystania w czasie zimy. Rolnicy uprawiali zboże, ziemniaki, warzywa, buraki pastewne dla bydła, truskawki, mieli sady owocowe w pobliżu swoich domostw. Hodowali krowy, konie, świnie, owce, kury, kaczki, lokatorzy trzymali kozy. Gospodarze wykorzystywali wspólne pastwisko, utworzone z części ziemi każdego z nich i regularnie obsiewane koniczyną. Funkcjonowało wspólne stado liczące ponad 50 sztuk bydła, pilnowane przez wynajętego pastucha. Miał on trąbkę, którą, idąc przez wieś, nawoływał swoich podopiecznych. Rolnicy posiadali parniki do ziemniaków, kieraty; w młynkach przygotowywali śrutę ze zboża, ale większość prac polowych była wykonywana ręcznie, nie dysponowali oni bowiem ani konnymi siewnikami czy kopaczkami, ani młockarnią. Do żniw wynajmowali wyspecjalizowane ekipy kosiarzy z pobliskiego Kazunia. Ziemniaki i zboże dostarczali wozami do Nowego Dworu, gdzie ich odbiorcami byli zazwyczaj Żydzi, mleko odstawiano do Stanisławowa. Gospodynie modlińskie były bardzo czyste: do dojenia krów szły w fartuchach białych, sztywnych, „wykrochmalonych jak listki”, z wiadrami zawsze dokładnie wymytymi i wyparzonymi, mleko każdorazowo cedzono i zlewano do specjalnych baniek. Czystość, schludność i porządek zarówno w obejściach i domach, jak i poza nimi mimo upływu lat dominują w ocenie ewangelickich siedlisk. A dbałość o higienę i estetykę wymagała wtedy, głównie od kobiet, dużego wysiłku, nakładu pracy i starań. Pod koniec II wojny światowej ewangelicy ewakuowali się do Niemiec; na skraju Nowego Modlina utworzono prowizoryczny obóz dla volksdeutschów. Gospodarstwa przejęli Polacy.

## Opis miejscowości

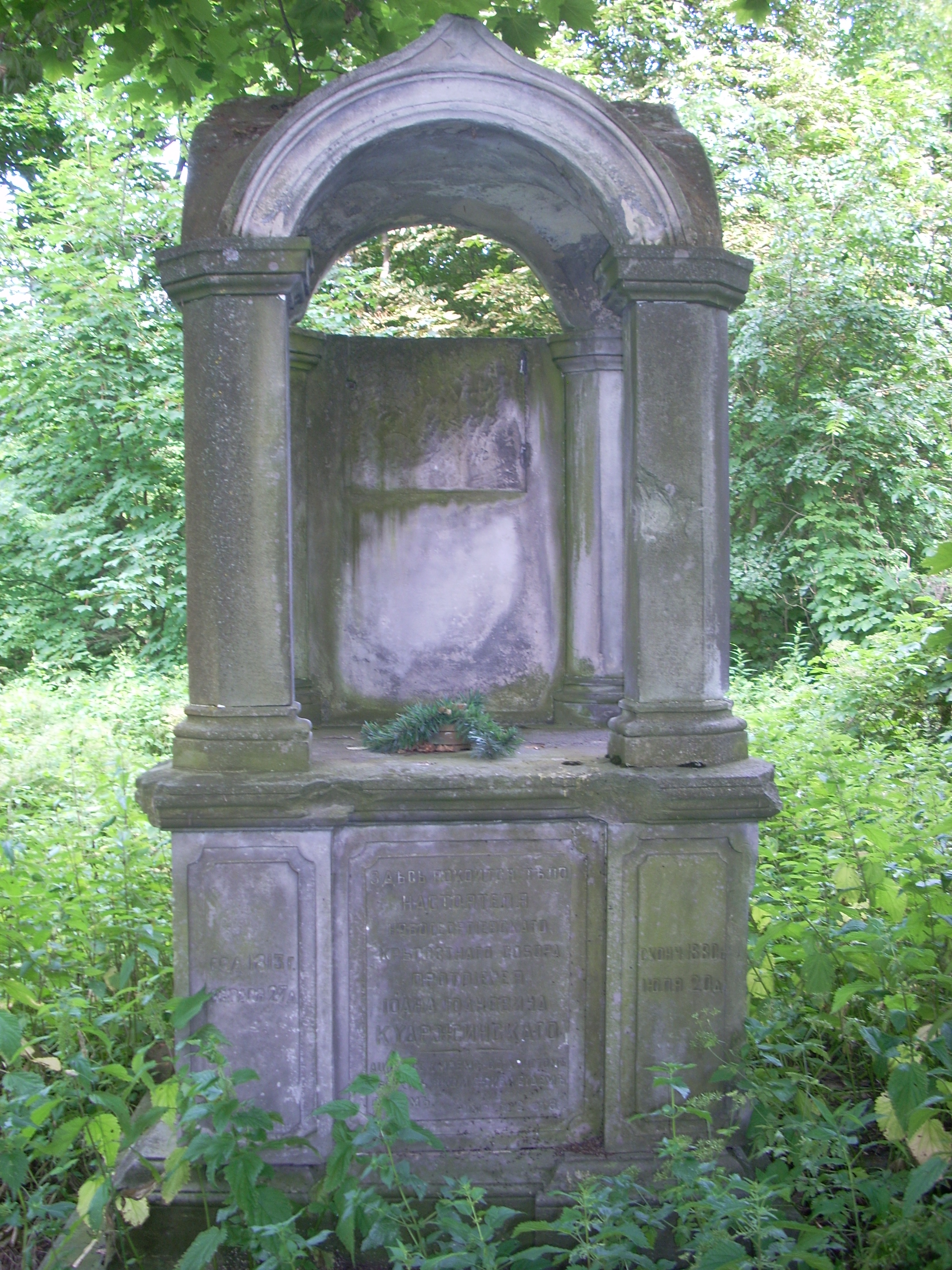
Jeden z nagrobków na starszym cmentarzu prawosławnym w modlinie - zniszczony nagrobek protoprezbitera soboru św. Jerzego w Modlinie

Zabudowa jednorodzinna wzdłuż głównej szosy do Kosewa i jej krótkich odnóg oraz bocznej ulicy w kierunku lotniska – najstarszej części Nowego Modlina. Zachowały się tam starsze drewniane budynki dawnych mieszkańców – ewangelików. We wsi dawniej funkcjonowało Państwowe Gospodarstwo Rolne i Państwowy Ośrodek Maszynowy (w części południowej, obecnie magazyny i sklep). Znajduje się tu stary cmentarz ewangelicki (na terenie nowego cmentarza obok lotniska) a także cmentarze prawosławne – nowy oraz stary, zadrzewiony i zdewastowany, z XIX w. (na południowym skraju miejscowości wzdłuż szosy do Kosewa). Na północnym krańcu miejscowości bloki mieszkalne byłego PGR (tzw. Osiedle) oraz Fort II Kosewo, usytuowany na charakterystycznym pagórku, obecnie na sprzedaż, a także teren starej cegielni.
Nowy Modlin graniczy od zachodu z portem Lotniczym Warszawa-Modlin. Przy drodze Stanisławowo–PGR Modlin Nowy (na wschód od miejscowości) znajduje się teren dawnej jednostki wojskowej oraz Biała Prochownia, położona między fortami II i III Twierdzy Modlin. W Prochowni znajduje się galeria-tunel na planie prostokąta z załamaniami okrążająca budynek. Między kompleksami wiodą tory nieużywanej bocznicy kolejowej od lotniska i stacji Modlin do jednostki w Pomiechówku, tuż przy nich leży kilka oczek wodnych. Na zakrzaczonym terenie obok pokrytego nasypem starego magazynu znajdują się dwa obeliski chwalące prace społeczne ochotników budujących jednostkę w 1972 r. oraz metalowy, charakterystyczny wiatrak, ciągle odwracający się do wiatru. Do końca działalności, a więc 2000 r., działało tu eksperymentalne gospodarstwo wojskowe, specjalizujące się w hodowli świń, karpi, uprawie roślin i uzyskiwaniu energii z alternatywnych źródeł.